# Баденко Ілля Вадимович
Ілля Вадимович Баденко (нар. 31 березня 2005, Херсон, Україна) — український футболіст, півзахисник.

## Клубна кар'єра
Народився в Херсоні. Футболом розпочав займатися в місцевому «Кристалі», а згодом перебрався до «Дніпра». У серпні 2022 року перейшов до «Дніпра-1», де виступав в юнацькому чемпіонаті України.
Дебютував за першу команду «спортклубівців» 12 березня 2024 року в нічийному (1:1) виїзному поєдинку 21-го туру Прем'єр-ліги України проти черкаського ЛНЗ. Ілля вийшов на поле на 84-й хвилині замість Даніеля Ківінди. Цей матч виявився для гравця єдиним у складі команди. 19 липня 2024 року вільним агентом залишив «Дніпро-1».

## Кар'єра в збірній
У березні 2024 року викликаний тренером Дмитром Михайленком до остаточного списку гравців юнацької збірної України (U-19) для участі в матчах еліт-раунду кваліфікації юнацького (U-19) чемпіонату Європи 2024 року. Дебютував у команді U-19 20 березня 2024 року в переможному (2:0) поєдинку проти однолітків з Північної Македонії. Баденко вийшов на поле на 87-й хвилині замість Данила Кревсуна. Виходив на поле у 2-х матчах еліт-раунду кваліфікації юнацького (U-19) чемпіонату Європи 2024 року, але на фінальну частину турніру не поїхав.